# 트로트2030 나를 알아줘
《트로트2030 나를 알아줘》는 2020년에 GMTV에서 방송된 트로트 예능 프로그램이다.